# Copa Alagoas de Futebol de 2020
A Copa Alagoas de 2020 foi a 6ª edição do torneio que é promovido pela Federação Alagoana de Futebol entre clubes de futebol do estado de Alagoas, Brasil, e a 1ª edição do novo formato. O campeão ASA, garantiu uma vaga no Campeonato Brasileiro da Série D de 2021. A princípio seriam 6 participantes do torneio: ASA, CEO, Coruripe, CSE, Jacyobá e Murici, porém, o Coruripe que participaria da competição, foi expulso, por descumprir uma das regras, que era obter o número mínimo de 11 atletas inscritos no Boletim Informativo Diário (CBF). Por isso foi automaticamente eliminado, deixando a competição com apenas 5 times. O torneio começou no dia 4 de janeiro.
A Copa Alagoas 2020 foi disputada em duas fases distintas, a saber: Primeira Fase e Fase Final. Na Primeira Fase, os clubes jogaram entre si em sistema de ida, perfazendo um total de 4 jogos para cada. Ao final da Primeira Fase, os clubes classificados nos dois primeiros lugares foram classificados para a Fase Final da Copa Alagoas 2020. A final foi realizada em jogo único, com mando de campo do time de melhor campanha na fase anterior no caso o ASA.

## Critério de desempate
Os critério de desempate foram aplicados na seguinte ordem:
1. Maior número de vitórias;
2. Melhor saldo de gols;
3. Maior número de gols marcados;
4. Confronto direto, somente na hipótese de ocorrer entre dois Clubes, sem levar em consideração o gol qualificado fora de casa;
5. Menor número de cartões vermelhos recebidos;
6. Menor número de cartões amarelos recebidos;
7. Sorteio

## Final
| Domingo, 19 de janeiro | ASA               | 1 – 1 | CEO         | Estádio Coaracy da Mata Fonseca, Arapiraca |
|                        | Luiz Fernando 76' |       | 83' Dannyel |                                            |

|                                                 |       | Penalidades                                   |  |
| Junior Gaúcho William Jorbert Reinaldo Alagoano | 4 – 3 | Cristiano Roger Dannyel Goiabinha Jean Carlos |  |

| ASA | CEO |

## Premiação
| Campeão Copa Alagoas 2020 |
| ------------------------- |
| ASA Campeão (2° título)   |

## Técnicos
| Equipe  | Técnico                                         |
| ------- | ----------------------------------------------- |
| ASA     | Maurílio Silva (1ª—Final)                       |
| CEO     | Alisson Dantas (1ª—Final)                       |
| CSE     | Jaelson Marcelino (1ª—5ª)                       |
| Jacyobá | Edílson Santos (1ª—5ª)                          |
| Murici  | Édson Ferreira (1ª—3ª) Elenilson Santos (4ª—5ª) |

### Mudança de Técnicos
| Clube  | Antecessor     | Motivo   | Data          | Última partida | Rod | Pos | Sucessor         | Ref.  |
| ------ | -------------- | -------- | ------------- | -------------- | --- | --- | ---------------- | ----- |
| Murici | Edson Ferreira | Demitido | 13 de janeiro | Murici 0–3 ASA | 4ª  | 4°  | Elenilson Santos | [ 4 ] |